# Justus Friedrich Wilhelm Zachariae

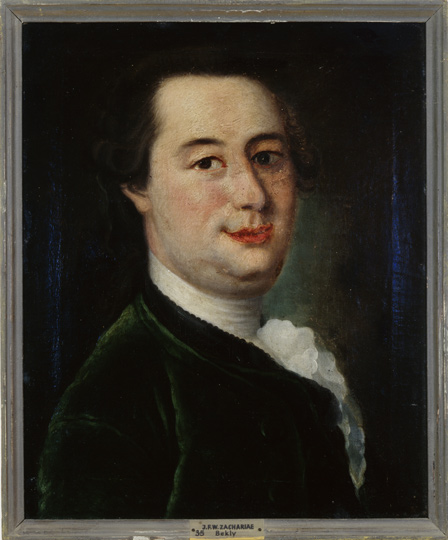
Justus Friedrich Wilhelm Zachariae, Gemälde von E. Bekly, 1757, Gleimhaus Halberstadt

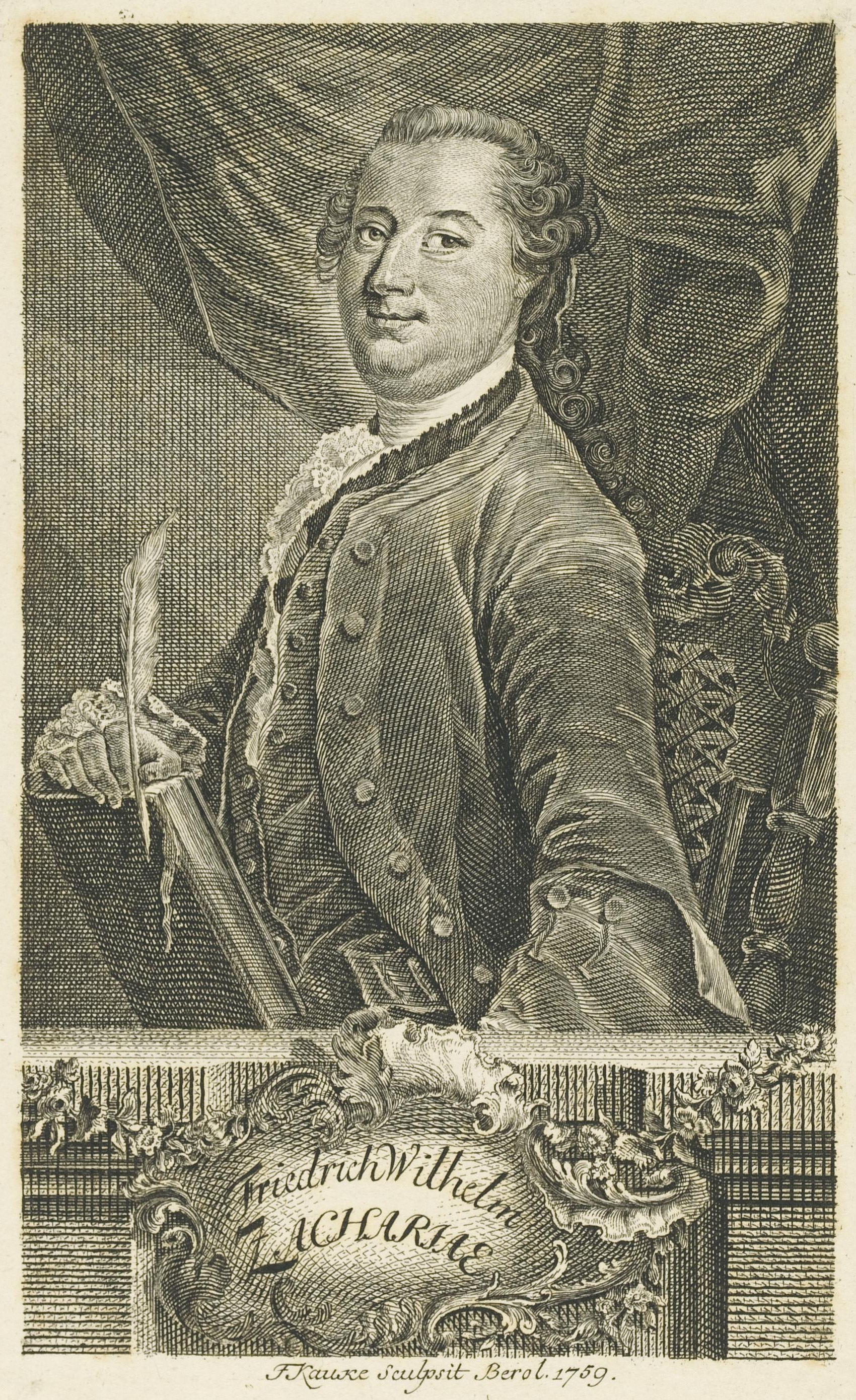
Justus Friedrich Wilhelm Zachariae, 1759

Justus Friedrich Wilhelm Zachariae, auch geschrieben Zachariä (* 1. Mai 1726 in Frankenhausen; † 30. Januar 1777 in Braunschweig) war ein deutscher Schriftsteller, Übersetzer und Herausgeber.

## Leben
Zachariae besuchte in seiner Jugend die fürstliche Landesschule in Frankenhausen und studierte in Leipzig ab 1743 Rechtswissenschaften. Schon in jungen Jahren interessierte er sich für die „schönen Wissenschaften“ und schloss sich dem Kreis um Johann Christoph Gottsched an. Ab 1744 gehörte er zum Kreis der Bremer Beiträger, einer Gruppe von Literaten, die sich gegen die strikten Regeln auflehnte, die Gottsched für „gute Literatur“ aufgestellt hatte.
Im Jahre 1747 wechselte Zachariae an die Universität Göttingen, wo er seine Studien beendete. Seine erste Anstellung erhielt er 1748 als Hofmeister am Collegium Carolinum in Braunschweig. Hier erhielt er auch die Aufsicht über die Druckerei, den Verlag und die Buchhandlung, aus dessen Erträgen das fürstliche Große Waisenhaus BMV finanziert wurde. Da er sich insofern durch seine weitreichende Beziehung und die damit verbundenen Kenntnisse zum Druck- und Papiergewerbe auszeichnete, gehört hinsichtlich seines wirtschaftlichen Engagements erwähnt, dass er am 9. Februar 1767 die herzogliche Anweisung erhielt, zur „Hebung der inländischen Papierfabrikation“ die Betriebsstätten des Herzogtums zu bereisen. Seine Wahl fiel zunächst (wohl nicht ganz zufällig) auf die Herzogliche Papiermühle zu Oker, und mehr noch auf die Privatmühle Scharschmidts zu Räbke/Elm, wo er mit deren Inhabern umfangreiche Versuche zur Erzielung technischer Verbesserungen der heimischen Fabrikate durchführte. Neben den so betriebenen Experimenten zur Verfahrenstechnik und Produktentwicklung, wie wir es heute nennen würden, fällt die in Räbke unter seiner Leitung betriebene Grundlagenforschung ins Auge. Hier nahm man sich auch des in der Papierfabrikation vorherrschenden Hauptproblems des drückenden Mangels der bisher unentbehrlichen weißen Leinen-Lumpen an. Um dieser „Lumpennot“ zu begegnen, wurden praxisnahe und durchaus zukunftsweisende Versuche mit anderen „vegetabilischen“ Stoffen durchgeführt, darunter auch mit Holzarten, die zu diesem frühen Zeitpunkt das Problem zwar nicht beseitigten, aber doch zu lindern vermochten!
Im Jahre 1761 erfolgte seine Ernennung zum ordentlichen Professor für Dichtkunst (professor ordinarius poieseos). Im selben Jahr wurde ihm die Aufsicht über die Gelehrten Beyträge zu den Braunschweigischen Anzeigen übertragen, ein Teilblatt der Braunschweigischen Anzeigen, 1766 verantwortete er das gesamte „Intelligenzwesen“ und gab seit 1768 die Neue Braunschweigische Zeitung heraus.
Zachariae war auch Librettist; so vertonte Georg Philipp Telemann 1757 Die Tageszeiten mit dem Libretto von Zachariae. Sein musikalisches Drama Die Pilgrime auf Golgotha nach einer italienischen Vorlage von Stefano Benedetto Pallavicini war sehr erfolgreich und wurde von verschiedenen Komponisten wie Johann Christoph Friedrich Bach, Johann Balthasar Kehl, Georg Simon Löhlein, Georg Abraham Schneider und Johann Georg Albrechtsberger vertont.
In den Ruhestand trat er 1774 und erhielt 1775 als Altersversorgung das Kanonikat am St.-Cyriakus-Stift in Braunschweig. Er starb drei Jahre später an „Wassersucht und Auszehrung“.

## Werk und Wirkung
Bereits im Alter von 18 Jahren veröffentlichte er im Jahre 1744 sein berühmtestes Werk, ein Versepos mit dem Namen Der Renommiste. Ein komisches Heldengedichte, das zusammen mit dem Werk Das Schnupftuch in einem Band erschien. „Der Renommiste“ war ein kraftvolles Sittengemälde des Studentenlebens an den Universitätsstädten Leipzig und Jena, denen damals unterschiedliche Ausprägungen der studentischen Kultur nachgesagt wurden. Zachariae beschreibt in seinem Werk, wie die unterschiedlichen Charaktere aus den beiden Universitäten aufeinanderprallen, und die sich daraus ergebenden Situationen. Das Werk gilt als „unerreicht“ in der Beschreibung der deutschen studentischen Kultur des 18. Jahrhunderts und hatte bis weit ins 19. Jahrhundert viele Nachahmer.
In seinen satirisch-komischen Versepen lehnte sich Zachariae an den englischen Schriftsteller Alexander Pope an, der für seine „heroic couplets“ (paargereimte jambische Fünfheber) bekannt war.
Daneben schrieb Zachariae auch ernste Epen, bearbeitete Volksbücher und Fabeln und übersetzte John Milton (Das verlohrne Paradies, "Paradise lost").
Am langlebigsten erwies sich aber sein Renommist. Das Gedicht tauchte noch im 19. Jahrhundert in mehreren, teils auch unautorisierten Sammelwerken auf. In diesen ersten Ausgaben wurde es von Kupferstichen von A.A. Beck illustriert. Im Jahre 1840 wurde in Berlin ein Band neu herausgegeben, der nur den Renommisten enthielt. Der jetzt leicht abgewandelte Titel lautete Der Renommist. Ein scherzhaftes Heldengedicht. Dies war auch die erste Ausgabe, die mit den Federzeichnungen von Theodor Hosemann illustriert war. Im Jahre 1909 erfolgte ein weiterer Nachdruck in Jena von Bruno Golz. Der Reclam-Verlag brachte 1974 einen Nachdruck der allerersten Ausgabe, in der der Renommist zusammen mit dem Schnupftuch in einem Band erschienen war. Die vorerst letzte Neuausgabe besorgte der Insel-Verlag in Leipzig noch zu Zeiten der DDR im Jahre 1989. Auch diese Ausgabe enthielt die Zeichnungen von Hosemann.
Johann Wolfgang von Goethe hatte von 1765 bis 1768 ebenfalls in Leipzig studiert und kannte die kulturellen Unterschiede der Studenten aus Jena und Leipzig. Zachariae sprach ihm dabei offensichtlich aus dem Herzen:
Zachariäs „Renommist“ wird immer ein schätzbares Dokument bleiben, woraus die damalige Lebens – und Sinnesart anschaulich hervortritt; wie überhaupt seine Gedichte jedem willkommen sein müssen, der sich einen Begriff von dem zwar schwachen, aber wegen seiner Unschuld und Kindlichkeit liebenswürdigen Zustande des damaligen geselligen Lebens und Wesens machen will.
Aus meinem Leben. Dichtung und Wahrheit. Zweiter Teil, Sechstes Buch, 1811–1833
Der Dichter Wilhelm Hauff verarbeitete in seinem Gedicht Die Seniade. Ein scherzhaftes Heldengedicht in vier Gesängen Erinnerungen aus seiner Studentenzeit in Tübingen ab 1820. Er nahm sich dabei noch rund 80 Jahre nach dessen erstmaligem Erscheinen den Renommisten von Zachariae zum Vorbild und nimmt im Werk selbst darauf Bezug:
O Seni! tapferster und klügster aller Helden,
Die unserer Neckarstadt zu keinen Zeiten fehlten,
O Seni, wackrer Bursch, dich grüßet mein Gesang;
Oh! Nimm es gnädig auf, wenn etwas mir gelang. 
Zwar muß ich Kühnster euch tief um Verzeihung bitten,
Daß ich das Roß bestieg, das Bessere geritten,
Auf das begeistert einst sich Zachariä schwang,
Als unvergleichlich er den Renommisten sang. 
Doch wie, wenn Bier und Wein die Sinn uns übermeistert,
So hat auch jener Held zum Liede mich begeistert,
So trag mich Hippogryph zu dem Olympos auf.
So töne denn mein Lied dem Zweig vom Stamme Hauff! 
WILHELM HAUFF, Die Seniade. Ein scherzhaftes Heldengedicht in vier Gesängen
Das Studentenleben hatte sich in diesen Jahrzehnten gewandelt. Im Vordergrund standen nicht mehr die Unterschiede der Studenten von verschiedenen Universitäten, hier geht es um die verschiedenen Ausprägungen unterschiedlicher Typen von studentischen Verbindungen. Hauff besingt hier die „Heldentaten“ seines Bruders, der als Senior der Tübinger Burschenschaft ein Duell gegen den Senior des Corps Suevia Tübingen (Tübinger Schwaben) anstrebt. Zachariaes Renommist war aber auch zu dieser Zeit offensichtlich noch deutschlandweit so bekannt, dass Hauff davon ausgehen konnte, dass das gebildete Publikum seine Anspielung verstand.

## Werke
- Friedrich Wilhelm Zachariae: Scherzhafte Epische Poesien nebst einigen Oden und Liedern. (Der Renommist; Verwandlungen; Das Schnupftuch; Der Phaeton; Oden und Lieder) 5 Bände, Braunschweig, Hildesheim, Ludolf Schröders Erben 1754 (mit gestochener Titelvignette und 5 Kupferstichvignetten bei Gedicht-Neuanfängen von A. Beck und zahlreichen Holzschnitt-Vignetten und -Initialen).
- Friedrich Wilhelm Zachariä: Die Tageszeiten. Ein Gedicht, In vier Büchern. Rostock und Leipzig, Johann Christian Köppe, 1756 (Titelkupfer und 4 ganzseitige, allegorische Kupfertafeln von J.C. Sysang nach J.J. Preisler.)
- Friedrich Wilhelm Zachariä: Poetische Schriften. 9 Bände, Braunschweig, Schröder. 3. Band Digitalisat und Volltext im Deutschen Textarchiv, 5. Band Digitalisat und Volltext im Deutschen Textarchiv
- Friedrich Wilhelm Zachariä: Fabeln und Erzehlungen in Burcard Waldis Manier. Frankfurt und Leipzig 1771. (Online) bei Universitäts- und Landesbibliothek Sachsen-Anhalt.
- Friedrich Wilhelm Zachariae: Poetische Schriften. Erster Theil. Zweyter Theil. 2 Bände, Karlsruhe, Christian Gottlieb Schmieder, 1777 (Unrechtmäßiger Nachdruck der 1772 und 1777 in zwei Bänden erschienenen Originalausgabe. Es erschien 1782 noch ein 3. Teil bei Schmieder.) Google Band 1
- Fr. W. Zachariae: Poetische Schriften. 5 Bände, Reutlingen, J. G. Fleischhauer, 1778 (Nachdruck der ersten Gesamtausgabe seiner poetischen Schriften)
- Die Pilgrime auf Golgatha. Musikalisches Drama

Musik von Johann Balthasar Kehl, Digitalisat einer Abschrift von ca. 1800, Stadtbibliothek Lübeck
Musik von Georg Abraham Schneider, Libretto, Library of Congress
- J.F. Wilh(elm) Zachariä: Der Renommist. Ein scherzhaftes Heldengedicht. Zweiter Abdruck mit erweitertem Vorwort von Justus Zachariä. Mit acht sarkastischen Federzeichnungen von (Theodor) Hosemann. Bethge, Berlin 1840. Digitalisierte Ausgabe der Universitäts- und Landesbibliothek Düsseldorf.
- Friedrich Wilhelm Zachariä: Der Renommist. Ein scherzhaftes Gedicht. herausgegeben von Bruno Golz, Diederichs, Jena 1909.
- Friedrich Wilhelm Zachariä: Der Renommist. Ein scherzhaftes Heldengedichte. Herausgegeben, Nachwort von Detlef Ignasiak, Insel-Verlag, Leipzig 1989, ISBN 3-7351-0065-1.
- Anselm Maler (Hrsg.): Der Renommiste / Das Schnupftuch. Mit einem Anhang zur Gattung des komischen Epos. Von Just Friedrich Wilhelm Zachariä. Reclam, Ditzingen 1992, ISBN 3-15-000307-5.
- Friedrich Wilhelm Zachariae: Murner in der Hölle. Ein scherzhaftes Heldengedicht. Nach der Erstauflage 1757 und mit den Kupfern von Johann Caspar Weinrauch aus dem Jahre 1794, herausgegeben von Matthias Wehry, Wehrhan Verlag (Edition Wehrhahn, Band 21), Hannover 2017, ISBN 978-3-86525-584-6.